# Берегова (Шуміхинський округ)
Берегова́ (рос. Береговая) — присілок у складі Шуміхинського району Курганської області, Росія. Входить до складу Карачельської сільської ради.
Населення — 12 осіб (2010, 22 у 2002).
Національний склад станом на 2002 рік: росіяни — 95 %.